# فوریت پلیس ۱۰۰
فوریت پلیس ۱۰۰ (به تامیلی: Avasara Police 100) و (به انگلیسی: Urgent Police 100) فیلمی هندی محصول سال ۱۹۹۰ و به کارگردانی کی. باگیاراج است. در این فیلم بازیگرانی همچون ماروتور راماچاندران، کی. باگیاراج، گائوتامی، سیلک سمیتا، پانداری بای و مونیکا ایفای نقش کرده‌اند.